# Snowpiercer – Túlélők viadala (film)
A Snowpiercer – Túlélők viadala (Koreai: 설국열차; hanja: 雪國列車; RR: Seolgungnyeolcha) 2013-ban bemutatott nemzetközi koprodukcióban készült sci-fi-akciófilm, ami a Le Transperceneige (1982) című francia képregény alapján készült (Jacques Lob, Benjamin Legrand és Jean-Marc Rochette). A film rendezője Pong Dzsunho, forgatókönyvírói Pong és Kelly Masterson. A filmben megközelítőleg 80%-ban angolul beszélnek. A főbb szerepekben Chris Evans, Szong Gangho, Tilda Swinton, Jamie Bell, Octavia Spencer, John Hurt és Ed Harris látható.

## Cselekmény
2014-ben, hogy ellensúlyozni tudják a globális felmelegedést, egy balul sikerült kísérlettel jégkorszakot idéztek elő, amely elpusztította szinte az egész Földi életet. A föld összes túlélője a Snowpiercer nevű vonaton él, melynek mozdonya kifogyhatatlan energiával hajtva állandó mozgásban tartja a szerelvényt egy világ körüli úton.
Az utasok különböző osztályokon élnek, a gazdagok a vonat elején, míg a szegények a vonat végén utaznak. A két osztály között nincs átjárásra lehetőség.
2031-ben a hátsó lakók egy új lázadásra készülnek. Őrök érkeznek, akik rendszeresen szállítanak fehérjét összepréselve élelmiszernek, és adnak néhányat a gyerekeknek. Az őrök következő látogatásakor Curtis Everett a lázadók élére áll, majd keresztülhaladnak több vagonon is a börtön részlegig. Ott kiszabadítják Namgoong Minsu-t, a férfit, aki megépítette azt a biztonsági rendszert, amely ellenőrzi az ajtók bezárását illetve kinyitását, minden vagon elosztását és az ő látnok lányát, Yona-t.
Vágatlan, csiszolatlan Kronole-t kínálnak nekik, akik a rabjai ennek a kábítószernek, fizetségként az összes többi fennmaradt ajtó kinyitásáért.

## Szereplők
| Szerep          | Színész         | Magyar hang    |
| --------------- | --------------- | -------------- |
| Wade            | Chris Evans     | Zámbori Soma   |
| Namgoong Minsoo | Szong Gangho    | Láng Balázs    |
| Wilford         | Ed Harris       | Epres Attila   |
| Gilliam         | John Hurt       | Szélyes Imre   |
| Mason           | Tilda Swinton   | Bertalan Ágnes |
| Edgar           | Jamie Bell      | Moser Károly   |
| Tanya           | Octavia Spencer | Makay Andrea   |
| Yona            | Ko Aszong       | Lamboni Anna   |
| Fuyu            | Steve Park      | Vári Attila    |